# Овеков, Гуванчмухамед
Гуванчмухаме́д Ове́ков (туркм. Guwançmuhammet Öwekow; род. 2 февраля 1981, Ашхабад) — туркменский футболист, нападающий, мастер спорта Туркменистана. Ныне занимается тренерской деятельностью. Имеет опыт выступлений за национальную сборную Туркменистана.

## Карьера
Выступал за ашхабадский «Нису». На Кубке содружества 2000 привлёк внимание украинских клубов. Выступал в Чемпионате Украины за киевский «Арсенал», «Борисфен», «Ворскла», «Заря» и «Харьков». Также играл в узбекских клубах «Навбахор» и «Хорезм».
В 2008 году перешёл в талдыкорганский «Жетысу», вместе с командой занял по итогам чемпионата Казахстана шестое место, проведя на поле 18 матчей и забив 4 мяча. В начале 2009 года вернулся в узбекский «Навбахор», где выступал в сезоне 2005/06.
В 2011 году Овеков вернулся на родину, подписав контракт с балканабатским «Балканом». «Балкан» выиграл Суперкубок Туркменистана, Овеков отметился голом на 84 минуте. Также Овеков вместе с клубом победил в Чемпионате Туркменистана. В Кубке Президента АФК 2011 «Балкан» дошёл до финальной стадии, где в напряженном противостоянии был выбит из турнира «Тайвань Пауэр Компани». В 2013 году выступал за «Алтын асыр». Последним клубом в карьере футболиста значился «Ахал», после завершения карьеры Овеков вошёл в тренерский штаб.

## Карьера в сборной
Гуванчмухамед принял участие в матче, где сборная Туркменистана добыла крупнейшую в своей истории победу, против сборной Афганистана, в котором два мяча из одиннадцати забил Овеков. Через пять лет Овеков сотворил ещё один рекорд с тем же противником, он оформил покер в ворота сборной Афганистана в рамках Кубка вызова АФК 2008.

## Начало тренерской работы
С 2014 года был играющим тренером «Ахала», в октябре назначен главным тренером В чемпионате Туркменистана 2014 года вместе с командой завоевал серебряные медали. В сентябре 2015 года по собственному решению покинул пост.

## Достижения
«Ниса»
- Чемпион Туркменистана: 2001

«Балкан»
- Чемпион Чемпионата Туркменистана: 2011
- Обладатель Суперкубка Туркменистана: 2011

## Клубная карьера
| Сезон   | Клуб           | Страна       | Уровень лиги | И  | М  |
| ------- | -------------- | ------------ | ------------ | -- | -- |
| 2001    | Ниса (Ашхабад) | Туркменистан | 1            | ?? | ?? |
| 2001/02 | Арсенал        | Украина      | 1            | 6  | 1  |
| 2002/03 | Арсенал        | Украина      | 1            | 3  | 0  |
| 2002/03 | Борисфен       | Украина      | 1            | 9  | 1  |
| 2003/04 | Арсенал        | Украина      | 1            | 3  | 0  |
| 2003/04 | Ворскла        | Украина      | 1            | 9  | 1  |
| 2005    | Навбахор       | Узбекистан   | 1            | 21 | 2  |
| 2006    | Навбахор       | Узбекистан   | 1            | ?? | ?? |
| 2005/06 | Заря           | Украина      | 2            | 15 | 0  |
| 2006/07 | Заря           | Украина      | 1            | 12 | 1  |
| 2006/07 | Харьков        | Украина      | 1            | 12 | 0  |
| 2007/08 | Харьков        | Украина      | 1            | 12 | 0  |
| 2008    | Жетысу         | Казахстан    | 1            | 18 | 4  |
| 2009    | Навбахор       | Узбекистан   | 1            | ?? | ?? |
| 2010    | Хорезм         | Узбекистан   | 1            | 22 | 1  |
| 2011    | Балкан         | Туркменистан | 1            | ?? | ?? |
| 2012    | Балкан         | Туркменистан | 1            | ?? | ?? |